# باي ليك
باي ليك (بالإنجليزية: Bay Lake)‏ هي مدينة أمريكية تقع في ولاية فلوريدا. تبلغ مساحة هذه المدينة 54.7 (كم²)،ويبلغ عدد سكانها 23 نسمة حسب إحصاء سنة 2010 م 23.تشير إحصاءات سنة 2000م بأن الكثافة السكانية في هذه المدينة تقدر بـ(0.4) نسمة/كم2.